# Robert Zimmer
Pour les articles homonymes, voir Zimmer.
Robert Zimmer (né le 5 novembre 1947 à New York et mort le 23 mai 2023) est un mathématicien américain. À partir de 2006, il est le 13e président de l'Université de Chicago. 

## Biographie
Robert Zimmer est élève de la Stuyvesant High School à New York, puis étudie à l'Université Brandeis. Il obtient une licence summa cum laude en 1968 et, à l'Université Harvard une maîtrise en 1971 et un Ph. D. en 1975 sous la direction de George Mackey ; titre de sa thèse : « Ergodic Group Actions with Generalized Discrete Spectrum ». Il enseigne jusqu'en 1977 en tant que professeur assistant à l'Académie navale d'Annapolis et à partir de 1977 en tant qu'instructeur à l'Université de Chicago, où il devient professeur associé en 1979 et professeur en 1980. Il y reste, seulement interrompu de 1981 à 1983 par un séjour à l'Université de Californie à Berkeley, et de 2002 à 2006 en tant que provost et Ford Foundation Professor à l'Université Brown. 

### Carrière d'administrateur
Du 1er juillet 2006 au 31 août 2021, Robert Zimmer est président de l'Université de Chicago, où il a auparavant été provost pour la recherche et l'éducation (1995 à 1998), provost pour la recherche (1998 à 2000), provost (2000 à 2001) et provost pour la recherche chargé du Laboratoire national d'Argonne. En tant que président de l'Université de Chicago, il est également président du conseil du Laboratoire national d'Argonne, président du conseil du Fermi Research Alliance LLC (qui exploite le Fermilab, le Fermi National Accelerator Laboratory) et du Laboratoire de biologie marine à Woods Hole. En septembre 2021, il devient chancelier de l'université, avant de devoir se retirer à cause d'un glioblastome dont il décède en 2023.

## Travaux de recherche
Robert Zimmer travaille en géométrie différentielle, théorie ergodique et sur les groupes de Lie et poursuit un programme de recherche (dit programme de Zimmer), qui comporte un certain nombre de conjectures sur les actions des groupes de Lie semi-simples et de leurs sous-groupes discrets sur les variétés différentielles. Il prouve une généralisation du théorème de super-rigidité de Gregori Margulis sur les cocycles. Ses recherches sont influencées par Margulis, et également par Mikhaïl Gromov et le travail de ce dernier sur les groupes de transformation rigides. Zimmer a travaillé avec, entre autres, Alexander Lubotzky, François Labourie et Shahar Mozes.

## Distinctions et prix
Robert Zimmer est fellow de l'American Mathematical Society, fellow de l'Association américaine pour l'avancement des sciences, docteur honoris causa de l'Université Tsinghua et du Colby College, et est membre de l'Académie américaine des arts et des sciences. De 1979 à 1983, il est Sloan Research Fellow. Il est membre du Conseil national des sciences. Il est chercheur invité et professeur invité à Harvard, en France, en Suisse, en Australie, en Italie et en Israël.
En 1986, il est conférencier invité au Congrès international des mathématiciens à Berkeley, où il présente son « programme Zimmer » (titre de sa conférence : « Actions of semisimple groups and discrete subgroups »).
Dans les années 1980, il accompagne sa femme à Tachkent pendant six mois, lorsqu'elle y étudie l'économie soviétique. C'est là qu'il rencontre Grigori Margulis pour la première fois.

## Publications

### Articles
- (en) « Strong Rigidity for Ergodic Actions of Semisimple Lie Groups », Annals of Mathematics, vol. 112,‎ 1980, p. 511–529.
- (en) « An analogue of the Mostow-Margulis rigidity theorems for ergodic actions of semisimple Lie groups », Bulletin of the American Mathematical Society, vol. 2, no 1,‎ 1980, p. 168–170 (lire en ligne).
- (en) « Orbit equivalence and rigidity of ergodic actions of Lie groups », Ergodic Theory and Dynamical Systems, vol. 1,‎ 1981, p. 237–253.
- (en) « Ergodic theory, group representations, and rigidity », Bulletin of the American Mathematical Society, vol. 3,‎ 1982, p. 383–416.
- (en) « On the Cohomology of Ergodic Actions of Semisimple Lie Groups and Discrete Subgroups », American Journal of Mathematics, vol. 103,‎ 1981, p. 937–951.
- (en) « Kazhdan group actions on compact manifolds », Inv. Math., vol. 75,‎ 1984, p. 425–436.
- (en) « Lattices in semisimple groups and distal geometric structures », Inv. Math., vol. 80,‎ 1985, p. 123–137.
- (en) « On the automorphism group of a compact Lorentz manifold and other geometric manifolds », Inv. Math., vol. 83,‎ 1986, p. 411–424.
- (en) « On connection-preserving actions of discrete linear groups », Ergodic Theory and Dynamical Systems, vol. 6,‎ 1986, p. 639–644.
- (en) « Lattices in semisimple groups and invariant geometric structures on compact manifolds », dans Discrete Groups in Geometry and Analysis (Pap. Hon. G. D. Mostow 60th Birthday), Birkhäuser, coll. « Progress in Mathematics » (no 67), 1987, p. 152-210.
- (en) « Infinitesimal rigidity for smooth actions of discrete subgroups of Lie groups », Journal of Differential Geometry, vol. 31,‎ 1990, p. 301–322 (lire en ligne).

### Ouvrages
- (en) Ergodic theory and semisimple groups, Birkhäuser, coll. « Ergodic theory and semisimple groups » (no 81), 1984, x+ 209.
- (en) Essential results of functional analysis, Chicago University Press, coll. « Chicago Lectures in Mathematics Series. », 1990, ix + 157 (zbMATH 0708.46001).
- (en) avec David Witte Morris, Ergodic theory, groups and geometry : Lectures presented at the NSF-CBMS regional research conferences in the mathematical sciences, June 22–26, 1998, American Mathematical Society, 2008, ix+87 (ISBN 978-0-8218-0980-8, zbMATH 1177.37002, lire en ligne [PDF]).
- (en) David Fisher (éditeur) (préf. David Fisher, Alexander Lubotzky et Gregory Margulis), Group Actions in Ergodic Theory, Geometry, and Topology: Selected Papers, The University of Chicago Press, 2020, xi + 711 (ISBN 978-0-226-56813-3, zbMATH 1435.22001).